# Lijst van afleveringen van MythBusters (seizoen 6)
Dit is een lijst van de verschillende mythes en broodjeaapverhalen uitgetest in het zesde seizoen van de televisieserie Mythbusters. Mythes kunnen drie uitkomsten hebben: Busted (de bewering klopt niet), Plausible (de bewering is mogelijk juist), of Confirmed (de bewering werd bevestigd).

## Aflevering 96 - Lead Balloon

### Lead Balloon
| Mythe                                 | Status | Notities |
| ------------------------------------- | ------ | --- |
| Een ballon van lood kan niet vliegen. | Busted | Met behulp van loodfolie maakten Adam en Jamie een ballon die zelfs zonder gebruik van pure helium (het mengsel bevatte ook lucht) bleef zweven. |

### Explosive Surfing
| Mythe                                                                                 | Status | Notities |
| ------------------------------------------------------------------------------------- | ------ | --- |
| Je kan surfen op een golf die wordt opgewekt door een explosie van een paar pond tnt. | Busted | Het juniorteam liet ladingen TNT ontploffen op verschillende dieptes. Toen ze de juiste diepte hadden gevonden, probeerden ze een golf te maken waar een mechanische golfer op kon surfen. Dit lukte niet daar de golven allemaal te klein waren. |

## Aflevering 97 - Airplane on a Conveyor Belt

### Airplane on a Conveyor Belt
| Mythe | Status | Notities |
| --- | ------ | --- |
| Een vliegtuig kan niet opstijgen als hij zich op een lopende band bevindt die de andere kant op beweegt. | Busted | De MythBusters deden eerst wat testen op schaal en slaagden erin een modelvliegtuigje te laten opstijgen van een lopende band. Vervolgens deden ze een test op grote schaal, en ook dit lukte. Dit komt doordat in tegenstelling tot auto’s vliegtuigen hun voornaamste aandrijving van hun propeller krijgen, en niet van hun wielen. |

### Shaving Cream in a Car
| Mythe | Status | Notities |
| --- | ------ | --- |
| Als je een busje scheerschuim bevriest, de bevroren schuim uit de bus haalt, en deze onbedekt in een auto legt, zal bij het ontdooien het schuim zover uitzetten dat het de hele auto vult. | Busted | Het juniorteam probeerde het, maar het schuim zette bij het ontdooien nauwelijks uit. Ze probeerden het vervolgens met 50 bussen tegelijk, maar ook dat hielp niet. Vervolgens stapten ze over op industrieschuim, dat wel ver genoeg uitzette om de auto te vullen. De mythe werd Busted verklaard daar scheerschuim niet ver genoeg uitzet. |

### Cockroaches and Radiation
| Mythe                                                                     | Status | Notities |
| ------------------------------------------------------------------------- | ------ | --- |
| Kakkerlakken kunnen de straling van een radioactieve holocaust overleven. | Busted | De MythBusters gebruikten drie soorten kevers: kakkerlakken, meelkevers, en fruitvliegjes. Ze stelden hen bloot aan verschillende hoeveelheden kobalt-60-straling. Vervolgens werden de insecten 30 dagen lang bestudeerd op eventuele effecten. De kevers en de fruitvliegjes brachten het er beter vanaf dan de kakkerlakken. |

## Aflevering 102 - Shark Bites Extraveganza

### Eye Gouge
| Mythe                                                                                              | Status    | Notities |
| -------------------------------------------------------------------------------------------------- | --------- | --- |
| Iemand die aangevallen wordt door een haai, kan zich verweren door het dier in de ogen te prikken. | Plausible | De hoofdvraag in deze mythe was of iemand tijdens een haaiaanval wel in staat is om de ogen van het dier te vinden. Om dit te testen bouwden Adam en Jamie een robothaai gelijk aan die in Jaws, die zich net zo voort kon bewegen als een echte haai. Vervolgens probeerden Adam en Tory de ogen te bereiken terwijl de haai hen al in zijn bek had. Dit lukte. |

### Playing Dead
| Mythe                                                 | Status    | Notities |
| ----------------------------------------------------- | --------- | --- |
| Je kan aan een haai ontsnappen door je dood te houden | Confirmed | Grant en Tory took speelden om beurten voor dood in een van haaien vergeven gebied. De haaien lieten hen met rust, maar hadden wel aandacht voor hen indien ze begonnen te spartelen. |

### Animal Magnetism
| Mythe                                                                                                | Status | Notities                                                                                          |
| --- | ------ | ------------------------------------------------------------------------------------------------- |
| Magneten kunnen een haai afschrikken doordat het hun gevoelige elektromagnetische zintuig verstoort. | Busted | Bij een kleinere haai had het wel deels effect, maar bij een grote haai werkten de magneten niet. |

### Dog Bait
| Mythe | Status | Notities |
| --- | ------ | --- |
| Een haai zal een hond die in het water zwemt aanvallen omdat de zwemmende hond dezelfde trillingen veroorzaakt als een gewonde vis. | Busted | Het juniorteam testte deze mythe met een robothond, die net zo klonk, bewoog en rook als een echte hond. De haai negeerde de hond gewoon. |

### Spicy Salsa Shark Shield
| Mythe                                          | Status | Notities                                                                            |
| ---------------------------------------------- | ------ | ----------------------------------------------------------------------------------- |
| Chilipepers en/of salsa kunnen haaien afweren. | Busted | De haaien vielen elke ballon gevuld met voedsel aan, of er nu peper in zat of niet. |

### Fatal Flashlight
| Mythe                                                                                   | Status    | Notities |
| --------------------------------------------------------------------------------------- | --------- | --- |
| Gedurende een nachtelijke duiktocht trek je met een zaklamp meer haaien aan dan zonder. | Plausible | Het juniorteam ging onderwater naar een oud gezonken schip. Eerst zonder lampen en later met. Bij de eerste keer telde Tory vier haaien. De tweede keer zag het team meer haaien, die zich bovendien agressiever gedroegen. |

### Fish Flap
| Mythe | Status    | Notities |
| --- | --------- | --- |
| Een vis die beweegt trekt eerder haaien aan dan een die stil op een plek blijft, daar haaien worden aangetrokken door het geluid van een zwemmende vis. | Plausible | Adam en Jamie besloten deze mythe uit de vorige haaienspecial weer te testen daar ze de vorige keer echte vissen gebruikten, wat mogelijk de resultaten beïnvloedde. Ditmaal gebruikten ze plastic vissen zodat het bewegen de enige variabele factor in de test zou zijn. De haaien werden wel actiever in de buurt van de bewegende vis, maar niet genoeg voor een definitieve conclusie. |

## Aflevering 103 - Exploding Steak

### Exploding Meat
| Mythe                                     | Status    | Notities |
| ----------------------------------------- | --------- | --- |
| Een explosie kan een biefstuk mals maken. | Confirmed | Adam en Jamie plaatsten eerst taaie stukken vlees in ruimtes met drie verschillende explosieven: een zwaar explosief, traditioneel buskruit en een gemiddelde explosie. De opzet bevond zich onder water om de kracht van de explosie te vergroten. Naderhand werden de biefstukken gebakken en vergeleken met twee controlebiefstukken: een ongekookte en een kunstmatig mals gemaakte. De geblinddoekte jury kon echter geen duidelijk oordeel geven. De MythBusters schoten daarna biefstukken af met een luchtkanon, en haalden ze door een mangel. Vervolgens werden de biefstukken getest met een apparaat gelijk aan de machines waarmee de taaiheid van vlees wordt gemeten. Hiermee werd aangetoond dat beide methodes succesvol waren. Vervolgens probeerden Adam en Jamie de explosies nog een keer, en controleerden de biefstukken met het apparaat. Alle drie waren ze malser geworden. |

### Don't Drive Angry
| Mythe                                                                      | Status    | Notities |
| -------------------------------------------------------------------------- | --------- | --- |
| Autorijden terwijl je kwaad bent komt je brandstofverbruik niet ten goede. | Confirmed | Tory en Grant reden een testparcours waarbij ze werden gehinderd door onder andere een agressieve chauffeur, een langzaam rijdende chauffeur, een voetganger en een parkeertest. De test werd tweemaal uitgevoerd. De eerste keer werden Grant en Tory vooraf gekalmeerd door onder andere een massage en het mogen zien van hun favoriete film. De tweede keer werden ze geïrriteerd met onder andere een hoge dosis cafeïne. Allebei gebruikten ze bij de tweede test bijna 1/3 meer brandstof dan bij de eerste test. |

## Aflevering 104 - NASA Moon Landing
Deze aflevering werd aangekondigd door "This Week at NASA" op NASA-tv op 8 februari 2008. "The Marshall Space Flight Center presenteerde de aflevering.
De hele aflevering is gewijd aan de Apollo-maanlandingscomplottheorie.

### Faked Photos
| Mythe | Status | Notities |
| --- | ------ | --- |
| Een van foto’s van de maanlanding is nep. Dit is af te leiden uit het feit dat de schaduwen van de stenen en de maanlander niet parallel lopen. | Busted | De Mythbusters bouwden een kleine replica van de maanlander en de landingsplek, en beschenen dit model vanuit een bepaalde hoek. Bij een plat oppervlak wezen alle schaduwen dezelfde kant op. Toen de topografie van het model wat werd gewijzigd, zodat er een kleine heuvel rond de stenen ontstond, vielen de schaduwen van de stenen opeens op een verhoging en wezen zo een andere kant op. Het resultaat leek sprekend op de foto van NASA. |
| Een van de foto’s is een vervalsing omdat Buzz Aldrin duidelijk te zien is terwijl hij zich in de schaduw van de maanlander bevindt.            | Busted | Om dit te testen bouwden de MythBusters een groter schaalmodel van de landingsplaats, inclusief een stoffig oppervlak met een kleur en Albedo gelijk aan dat van het oppervlak van de maan. Daarna maakten ze foto’s onder vergelijkbare posities als die van NASA en kregen hetzelfde resultaat. De astronaut was zichtbaar door het licht dat van het maanoppervlak werd gekaatst.                                                               |

### Vacuum Myths
Om deze mythes te testen maakte het juniorteam een reis naar het Marshall Space Flight Center om een van hun vacuümkamers te gebruiken.
| Mythe | Status    | Notities |
| --- | --------- | --- |
| De filmbeelden van de Amerikaanse vlag op de maan zijn een vervalsing. Op de beelden wappert de vlag en dat kan niet in een vacuüm.              | Busted    | Het team maakt een replica van de Amerikaanse vlag en zette die in de vacuümkamer. Daarna bewerkten ze de vlag op dezelfde manier als de astronauten deden toen ze de vlag plantten, waarbij de vlag begon te bewegen. Eerst werden de testen uitgevoerd bij normale luchtdruk. Hierbij kwam de vlag vrijwel direct na het planten tot stilstand. In het vacuüm behield de vlag echter zijn momentum en bewoog nog een tijdje door, waardoor hij leek te wapperen. |
| In een vacuüm kan geen goede voetafdruk in het zand worden gemaakt daar er geen vocht aanwezig is om de zand in de vorm van de afdruk te houden. | Busted    | Het team testte eerst wat voor soort zand geschikter is voor een voetafdruk. Nat zand gaf het beste resultaat. Daarna plaatsten ze zand, vergelijkbaar met dat van het maanoppervlak, in de vacuümkamer en stapten erop met een astronautenlaars aan. Er ontstond een perfecte afdruk. De reden hiervoor is dat maanzand een andere samenstelling heeft dan gewoon zand. Het zand op de maan is niet aangetast door weersomstandigheden.                           |
| In vacuüm vallen een hamer en een veer even snel en raken gelijktijdig de grond.                                                                 | Confirmed | Kari voerde deze test uit bij zowel normale luchtdruk als in een vacuüm. De mythe bleek correct. |

### Slowed Film Fakery
| Mythe | Status | Notities |
| --- | ------ | --- |
| De beelden van de astronauten die op de maan lopen zijn in werkelijkheid opgenomen in een studio voor een hogesnelheidscamera. Het beeld is later vertraagd afgespeeld om de indruk van een maanwandeling te wekken. | Busted | Adam trok een NASA-ruimtepak aan en maakte dezelfde bewegingen als de astronauten terwijl hij met een speciale camera werd gefilmd. Hij werd tevens opgehangen aan kabels om de lagere zwaartekracht van de maan te simuleren. De beelden die zo ontstonden leken echter niet op die van de maanlanding. De opnames werden vervolgens herhaald in een vliegtuig tijdens een paraboolvlucht, waarmee de lage zwaartekracht van de maan werd nagebootst. Deze beelden leken wel sprekend op die van NASA. |

### Moon Laser
| Claim | Status    | Notities |
| --- | --------- | --- |
| De bemanning van de Apollo liet speciale apparatuur achter op de maan, waaronder een reflector, waarmee nog altijd testen worden uitgevoerd. | Confirmed | De Mythbusters gingen naar Apache Point Observatory om een experiment van dichtbij te zien. Ze schoten een laser af op de maan. De laser werd teruggekaatst door de geplaatste reflector. |

## Aflevering 105 - Viral Hour
In deze aflevering stonden een aantal mythes uit online viral video’s centraal.

### Flying Water Jet Car
| Mythe                                                                                  | Status    | Notities |
| -------------------------------------------------------------------------------------- | --------- | --- |
| Een kleine auto kan de lucht in worden geslingerd door de hoge druk van een brandslang | Confirmed | De MythBusters deden eerst een experiment op schaal met een modelauto en een tuinslang. Dit werkte. Bij het experiment op ware grootte lukte het echter niet de auto de lucht in te krijgen, vooral omdat de slangen maar een beperkte tijd aan konden blijven. Adam en Jamie kwamen toen met het idee dat de auto uit het filmpje wellicht lichter was gemaakt door de motor eruit te halen. Ze deden dit, en toen werkte de mythe wel. |

### Fainting Goats
| Mythe                                                | Status    | Notities |
| ---------------------------------------------------- | --------- | --- |
| Geiten kunnen dusdanig schrikken dat ze flauwvallen. | Confirmed | Tory en Kari gingen naar een geitenboerderij voor deze mythe. Het kostte de twee wat moeite, maar uiteindelijk viel er een geit om nadat hij schrok. De eigenaar van de boerderij legde hen uit dat geiten soms verstijven als ze ergens van schrikken, waardoor ze omvallen. Dit wekt de indruk dat ze inderdaad het bewustzijn verliezen. |

### Sawdust Cannon
| Mythe                                                                                | Status    | Notities |
| ------------------------------------------------------------------------------------ | --------- | --- |
| Je kan een grote vuurbal creëren door een wolk zaagsel af te vuren en aan te steken. | Confirmed | Het juniorteam maakte een kanon gelijk aan die in het betreffende filmpje, en herhaalde het experiment na enige moeite met succes.     |
| Je kan een grote vuurbal creëren door koffiemelkpoeder aan te steken.                | Confirmed | Het team gebruikte hiervoor een groter kanon en zeer brandbaar poeder. Zelfs het team was onder de indruk van de vuurbal die ontstond. |

### Invisible Water
| Mythe | Status    | Notities |
| --- | --------- | --- |
| Je kan onzichtbaar water maken en het zo doen lijken alsof een boot van aluminiumfolie in de lucht zweeft. | Confirmed | De MythBusters bewezen dat de mythe waar is door gebruik te maken van zwavelhexafluoride, een zeer dicht gas zes keer zwaarder dan lucht. Dit gas gedraagt zich als water waar het bootje op kon drijven. |

## Aflevering 106 - Phone Book Friction

### Phonebook Friction
| Mythe | Status | Notities |
| --- | ------ | --- |
| Het is onmogelijk om twee in elkaar gevlochten telefoonboeken uit elkaar te trekken vanwege de enorme wrijving tussen de 800 pagina’s van elk boek. | Busted | De MythBusters probeerden het eerst met spierkracht en met twee auto’s maar dit lukte niet. Daarna lieten ze een M551 Sheridan tank en een M113 armored personnel carrier aanrukken. Deze kregen het wel voor elkaar. De kracht die nodig was om de boeken uit elkaar te trekken was echter zo groot, dat je twee auto’s aan de boeken zou kunnen hangen. |

### Black Powder Shark
Deze mythe werd getest na een aantal brieven van fans, die graag wilden dat de slotscène uit de film Deep Blue Sea onder de loep werd genomen. Hierin wordt een haai gedood met een harpoengeweer, buskruit en autobatterijen.
| Mythe                                                                                        | Status    | Notities |
| -------------------------------------------------------------------------------------------- | --------- | --- |
| Buskruit kan worden ontstoken door een autobatterij, met zeewater als geleider voor de vonk. | Busted    | De vonk was niet sterk genoeg om via het zeewater het buskruit aan te steken. |
| Een harpoengeweer kan tot 100 voet diepte nauwkeurig schieten.                               | Confirmed | Tory kon Hugo, de nephaai die voor de testen werd gebruikt, raken op dezelfde plek als in de film. |
| Tien lichtkogels bevatten samen genoeg buskruit om 2,5 staven dynamiet te maken.             | Busted    | Grant probeerde de kogels eerst uit elkaar te halen, wat veel meer tijd kostte dan in de film. Bij het nameten bleek dat er minstens 450 kogels voor nodig waren om genoeg buskruit te verkrijgen voor de dynamietstaven.                                                                     |
| 2,5 staven dynamiet kunnen een enorme explosie veroorzaken.                                  | Busted    | Het team probeerde eerst dynamietstaven te maken zoals in de film werd gedaan. In deze staven kon maar 28 gram buskruit, niet eens genoeg om het wateroppervlak in beweging te brengen. De 2,5 staven echte dynamiet bliezen Hugo op, maar de explosie was lang niet zo sterk als in de film. |
| Een mens kan een grote explosie onder water overleven op slechts 50 voet afstand.            | Busted    | Het juniorteam testte deze mythe met schokstickers. Hiermee werd aangetoond dat bij een explosie zo groot als in de film, een mens nooit van zo dichtbij de explosie kan overleven. |

## Aflevering 107 - Water Stun Gun

### Water Stun Gun
| Mythe                                                                    | Status | Notities |
| ------------------------------------------------------------------------ | ------ | --- |
| Het is mogelijk om een stroomstootwapen te maken aangedreven door water. | Busted | De MythBusters probeerden eerst een paar commerciële waterpistolen om te kijken of deze een goede ononderbroken straal water konden produceren waarlangs eventueel stroom kan worden geleid. Dat bleek niet het geval. Daarom maakten ze zelf een waterpistool. Vervolgens testten ze hoeveel stroom een straal water uit dit pistool kon geleiden naar een doelwit. De elektrische lading bleek echter snel zwakker te worden, waardoor het wapen alleen van zeer dichtbij effect zou hebben. |

### Fire Fables
Het team onderwierp verschillende brandblussers aan de test om te zien of ze zouden ontploffen indien ze op een groot vuur werden gegooid, en zo dit vuur zouden doven.
| Mythe                                                                           | Status    | Notities |
| ------------------------------------------------------------------------------- | --------- | --- |
| Een brandblusser gevuld met koolstofdioxide, en voorzien van veiligheidsventiel | Busted    | Deze brandblusser ontplofte niet daar de druk via het ventiel werd afgevoerd.                                                                                               |
| Een brandblusser gevuld met water.                                              | Busted    | Deze had al meer effect dan de koolstofdioxidebrandblusser, maar het vuur werd niet gedoofd.                                                                                |
| Een brandblusser gevuld met chemisch schuim.                                    | Plausible | Deze brandblusser scheurde door de hitte open. De explosie doofde het vuur, maar eerder omdat de brandstof werd verspreid door de explosie dan door het vrijkomende schuim. |
| Een koolstofbrandblusser zonder veiligheidsventiel.                             | Plausible | Deze had hetzelfde effect als de blusser gevuld met schuim. |

### Coal Walking
| Mythe                                                 | Status | Notities |
| ----------------------------------------------------- | ------ | --- |
| Vuurlopen kan niet wetenschappelijk worden verklaard. | Busted | Het team concludeerde dat mensen die vuurlopen hun voeten niet branden door drie factoren: de voeten raken de kolen niet lang genoeg, en zowel de kolen als de as houden de meeste hitte vast. Het team probeerde vervolgens zelf te vuurlopen, en slaagde. |

## Aflevering 108 - Blind Driving

### Blind Driving
| Mythe                                                                               | Status    | Notities |
| ----------------------------------------------------------------------------------- | --------- | --- |
| Een blinde kan een auto veilig rijden met behulp van instructies van een passagier. | Confirmed | Adam en Jamie probeerden eerst zelf de auto te besturen met een blinddoek voor, maar faalden. Daarna lieten ze een echte blinde man de auto besturen. De eerste keer slaagde hij in de test. De tweede keer, toen Jamie (die hem de aanwijzingen moest geven) dronken was, had hij meer moeite het parcours te volbrengen. Desondanks slaagde hij. |

### Golf Galore
| Mythe | Status | Notitie |
| --- | ------ | --- |
| Je kan een golfbal beter door het bladerdek van een boom heen slaan dan om de boom heen, daar het bladerdek voor 90% uit lucht bestaat.                  | Busted | Grant bouwde een robot en vuurde hiermee 100 ballen af zonder enige hindernis. Daarna vuurde hij er nog eens 100 af door een boom. Tory, die zelf golfervaring had, sloeg ook 100 ballen door de boom heen. Grants robot kreeg slechts 24 ballen door de boom heen. |
| Golfschoenen verhogen de kans dat iemand door de bliksem wordt geraakt.                                                                                  | Busted | Twee identieke ballistische poppen werden gemaakt: een met metalen punten en een met plastic punten. Beide werden blootgesteld aan dezelfde bliksem. De bliksem had geen voorkeur voor een van de twee.                                                             |
| C4 veroorzaakt een grote vuurbal, en de schokgolf van exploderende C4 kan een golfbal die op het randje van een hole balanceert in de hole laten vallen. | Busted | Deze mythes kwamen uit de film Caddyshack. De C4 ontplofte niet met een vuurbal maar een rookwolk. Ook was de ontploffing niet sterk genoeg om de golfbal te verplaatsen.                                                                                           |

## Aflevering 109 - Return of the Ninja

### Catching An Arrow
Deze mythe is op verzoek van de fans opnieuw gedaan vanwege klachten over de uitvoering. Zo zou de robot die de pijlen moest vangen te dicht op de boog hebben gestaan omdat, volgens de fans, de snelheid van de pijl op een grotere afstand zou afnemen. Ook zijn er verschillende opnames van mensen die een pijl succesvol vingen en dus vroegen de fans om een van deze mensen uit te nodigen bij de Mythbusters.
| Mythe                                        | Status | Notities |
| -------------------------------------------- | ------ | --- |
| Een ninja kan een langsvliegende pijl vangen | Busted | Eerst besloten de Mythbusters de snelheid van een pijl op een grotere afstand te testen. Het resultaat was dat een pijl op ruim 20 meter dezelfde snelheid heeft dan de snelheid waarmee hij uit de boog komt vanwege zijn aerodynamisch ontwerp. Vervolgens kwam Anthony Kelly, een professionele ninja bijgenaamd "The Arrowcatcher", op uitnodiging van de Mythbusters, om enkele mythen te testen. Middels een test bewees Kelly dat hij tennisballen, die met 135 km/h op hem afgevuurd werden, kon vangen. Daarna ving hij succesvol een pijl afgeschoten door Jamie. Echter, op zijn verzoek zijn de pijlen niet op volle kracht afgevuurd, ook werd er niet op Kelly zelf gericht maar op een doel naast hem. De Mythbusters besloten de test opnieuw te doen maar dan op volle kracht en van verschillende richtingen middels meerdere boogschutters. Echter dit keer had Kelly veel meer moeite met het vangen en kon slechts de pijlen vangen waarbij hij wist uit welke richting ze kwamen. Omdat Kelly de pijlen niet in een gevechtssituatie kon vangen besloten de Mythbusters dat de mythe busted was. |

### Ninja's Revenge
| Mythe | Status    | Notities |
| --- | --------- | --- |
| Tijdens een directe aanval kan een ninja met zijn zwaard een pijl afweren en de boogschutter doden voor hij kan herladen. | Confirmed | Tijdens de demonstratie vuurde Adam een pijl op Kelly af. Deze werd door Kelly met zijn zwaard doormidden gekliefd en kon Adam "doden" voordat hij zijn tweede schot kon nemen. |

### Underwater Blow Dart
| Mythe                                                                                 | Status    | Notities |
| ------------------------------------------------------------------------------------- | --------- | --- |
| Een ninja, die zich onder water verschuilt, kan zijn blaaspijp als snorkel gebruiken. | Plausible | Tory testte als eerste hoelang een ninja onder water kan blijven zonder te bezwijken door hypothermie. Hij kon een uur onderblijven. Kari, die de meest accurate schutter bleek, probeerde onder water een doel boven water te raken. Hoewel ze eerst moest compenseren voor de refractie bleek ze in staat om het doel te raken met haar derde poging. Hierna werden alle drie de elementen gecombineerd om de mythe te testen. Echter bij het onder water laden van de blaaspijp kwam er water in de pijp waardoor de kracht van de dart afnam. Dus besloten ze de dart te laden boven water en door hun tanden te ademen. Dit lukte en Kari en Grant wisten het doel te raken. Met alle drie de elementen bevestigd werd de mythe als plausible aangeduid. |

### The One Inch Punch
| Myth statement                                                                 | Status    | Notes |
| ------------------------------------------------------------------------------ | --------- | --- |
| Een ninja kan een persoon omverslaan met een stoot vanaf 3 centimeter afstand. | Plausible | Allereerst werd een stoot met volle kracht door Jamie gemeten. Vervolgens demonstreerde Kelly deze one inch punch. Het bleek dat deze stoot ongeveer de helft aan kracht had dan de stoot van Jamie. Een stoot op bijna 8 centimeter (3 inch) mat twee derde van Jamies kracht. Ten slotte demonstreerde Kelly deze stoot middels het breken van een plankje zonder de twee plankjes ervoor te beschadigen. De Mythbusters concludeerden dat een persoon met de juiste training deze one inch punch met genoeg kracht en expertise kan uitvoeren om een persoon omver te slaan. |

## Aflevering 110 - Alcohol Myths

### Beer Goggles
| Mythe                                                                  | Status    | Notities |
| ---------------------------------------------------------------------- | --------- | --- |
| Alcohol kan ervoor zorgen dan mensen er aantrekkelijker uit gaan zien. | Plausible | Om maximale objectiviteit te verkrijgen besloten de MythBusters een aantal foto’s te bekijken en de mensen op deze foto’s eerst in nuchtere toestand, en vervolgens dronken toestand te beoordelen. Adam bekeek 30 foto’s van vrouwen en gaf deze een score van 96 uit 300. Kari deed hetzelfde met 30 foto’s van mannen. Haar score was 30 uit 154. Ten slotte scoorde Jamie 116. Slechts een beetje aangeschoten had Adam een score van 121, Kari van 89 en Jamie van 105. Volledig dronken had Adam een score van 134, Kari van 153 en Jamie 111. |

### Stone Cold Sober
Je kan sneller nuchter worden door…
| Mythe                                 | Status    | Notities                                                         |
| ------------------------------------- | --------- | ---------------------------------------------------------------- |
| ...zwarte koffie te drinken.          | Busted    | Jamies en Adams resultaten waren voor en na de koffie hetzelfde. |
| ...grote lichamelijke inspanning.     | Plausible | Adams score was na de inspanning duidelijk beter.                |
| ...je hoofd in ijswater te steken.    | Busted    | De resultaten weken niet af van de controle.                     |
| ...een klap in je gezicht te krijgen. | Plausible | de resultaten toonden een zichtbare verbetering.                 |

### Hwacha
| Mythe | Status    | Notities |
| --- | --------- | --- |
| Een Hwacha kan 200 pijlen in een bundel afschieten over een afstand van 500 yard (457,2 meter). Deze pijlen ontploffen als ze iets raken. | Confirmed | Het juniorteam testte eerst enkele pijlen uit om te zien of de genoemde afstand mogelijk was. Daarna probeerden ze oude pijlen zo te maken dat ze konden ontploffen. Toen allebei deze testen slaagden, bouwde het team een echte hwacha om te kijken of 200 pijlen konden worden afgevuurd. De machine werkte perfect. |

## Aflevering 111 – "Motorcycle Flip"

### Motor Bike Flip
Deze mythe komt uit de film Indiana Jones and the Last Crusade
| Mythe | Status | Notities |
| --- | ------ | --- |
| Door een houten stok tussen de spaken van een rijdende motor te gooien, zal de motor een salto door de lucht maken. | Busted | De Mythbusters gebruikten een motor gelijk aan die uit de film, en bouwden een machine die houten stokken kon afvuren met een snelheid van 50 kilometer per uur (de maximale werpkracht van een mens). Bij de test kantelde de motor alleen maar, en bij hoge snelheden brak de stok. Daarom probeerden de Mythbusters een stalen stok, maar ook daarmee lukte het niet. Bij nadere bestudering van de scène uit de film bleek de salto te worden uitgevoerd met behulp van een kleine explosie. De MythBusters deden deze stunt na. |

### Prison Break
Het is mogelijk langs een muur naar beneden te klimmen met een zelfgemaakt touw van…
| Mythe            | Status    | Notities |
| ---------------- | --------- | --- |
| ...toiletpapier. | Plausible | Tory ontdekte al snel dat toiletpapier niet sterk genoeg was, dus maakte hij er meerdere strengen van en wikkelde die in elkaar tot een soort touw. Dit touw kon zijn gewicht houden tijdens de afdaling, maar was lastig om langs naar beneden te klimmen vanwege te weinig grip. |
| ...beddenlakens  | Confirmed | Dit touw was het eenvoudigst te maken, en hield met gemak Grants gewicht. |
| ...haar          | Plausible | Net als bij het toiletpapier moest het haar in meerdere strengen worden gevlochten voor genoeg stevigheid, maar bij de afdaling hield het haartouw Kari’s gewicht. De methode werd echter als erg onpraktisch gezien om in het echt toe te passen.                                 |

## Aflevering 112 – "Coffin Punch"

### What is Bulletproof? 2
Adam en Jamie testten op aandringen van de fans of de volgende voorwerpen kogelvrij zijn:
| Mythe                                                 | Status    | Notities |
| ----------------------------------------------------- | --------- | --- |
| Een politiebadge                                      | Plausible | Eerst werd een zilveren ster gebruikt, maar daar ging de kogel gemakkelijk doorheen. Een koperen ster werkte ook niet. Bij een ster van nikkel werd de kogel wel tegengehouden.                                                                                |
| Een MP3 speler/iPod                                   | Busted    | Met een AK-47 schoot Adam gemakkelijk door de mp3-speler heen. |
| 3 pizzadozen in een geïsoleerde tas.                  | Plausible | Deze mythe was gebaseerd op het verhaal van een pizzabezorger die een schot zou hebben overleefd dankzij de pizza’s die hij bij zich droeg. De tas met pizza’s stopte de meeste kogels uit een handpistool, maar bood geen bescherming tegen een hagelpatroon. |
| Menselijk vet                                         | Busted    | De Mythbusters zochten op wat de grootste laag vet rond een menselijk lichaam was (Walter Hudson) en bootsten dit na met koeienvet. De kogel vloog er gemakkelijk doorheen.                                                                                    |
| Menselijk spierweefsel                                | Busted    | Hiervoor werden koeienspieren gebruikt. Deze konden de kogels niet stoppen. |
| Een mix van maïzena en water.                         | Busted    | Zelfs zes tinnen blikken met dit spul konden een kogel niet tegenhouden. |
| Badkamertegels bedekt met door vezels versterkt gips. | Plausible | Jamies poging tot een kogelvrij materiaal hield kogels uit een 9mm-pistool, een .45 kaliber-handpistool en een hagelpatroon tegen. |

### Coffin Punch
| Mythe | Status | Notities |
| --- | ------ | --- |
| Een persoon die onder de grond ligt begraven in een kist, kan een gat in de kist slaan en zich hierdoor een weg naar boven graven (gebaseerd op een scène uit de film Kill Bill.) | Busted | Het juniorteam stelde vast dat een mens maximaal met een kracht van 1450 newton kan slaan. Grant bouwde een robot die dit ook kon en probeerde hiermee een gat in een doodskist te slaan. Hoewel er een scheur ontstond, kon de robot geen gat in de kist slaan. Het team herhaalde de test met een begraven kist, maar het resultaat bleef hetzelfde. Om de tweede fase van de mythe te testen nam Tori plaats in een speciale kist met een valluik dat hij kon openen, en liet 2 voet aarde op de kist storten. Hij slaagde erin zichzelf vrij te graven. Toen Grant het probeerde met zes voet aarde (gelijk aan in de film), faalde hij omdat de kist te snel volliep. |

## Aflevering 113 – "End With a Bang"

### Hit The Ground Running
| Mythe                                      | Status | Notities |
| ------------------------------------------ | ------ | --- |
| Het is beter om de grond rennend te raken. | Busted | Het team testte deze mythe voor zowel rennen, een fiets als een kleine auto. Kari, Tory en Grant renden elk over een afstand van 30 voet. Eerst vanuit stilstaande positie en daarna vanaf een sprong waarbij ze in de lucht al begonnen te “rennen”. Bij alle drie was hun eerste poging het snelst. Bij de fiets en auto ging het al niet veel beter. Vanuit stilstaande positie beginnen bleek het beste te zijn. |

### You Can't Polish Poop
| Mythe                               | Status | Notities |
| ----------------------------------- | ------ | --- |
| Je kan uitwerpselen niet polijsten. | Busted | Adam en Jamie gingen naar een dierentuin om uitwerpselen van verschillende dieren te verzamelen. Deze werden eerst in een oven gebakken om ze te ontdoen van vocht. Adam haalde er zelfs een expert bij, die aantoonde dat het mogelijk was met dorodango. Met deze methode slaagden Adam en Jamie erin de uitwerpselen te polijsten. |

### End With A Bang
| Mythe                                     | Status                        | Notities |
| ----------------------------------------- | ----------------------------- | --- |
| Het is beter om met een knal te eindigen. | Aan de fans om te beoordelen. | Dit was niet echt een mythe. Adam en Jamie probeerden op verschillende manieren een goede explosie te krijgen om de aflevering mee af te sluiten. Uiteindelijk werd besloten de fans te laten beslissen wat het eindresultaat van deze mythe was. |

## Aflevering SP12 – "Viewer Special Threequel"

### Bamboo Torture
| Mythe                                                                               | Status    | Notities |
| ----------------------------------------------------------------------------------- | --------- | --- |
| Bamboe kan als martelvoorwerp worden gebruikt vanwege de snelle manier van groeien. | Plausible | Adam en Jamie onderzochten eerst hoeveel druk er nodig is om vlees te doorboren. Dit bleek gelijk te zijn aan de druk voor het doorboren van ballistische gel. Vervolgens maakten ze een torso van gel, en plaatsten dit boven op een bamboeplant. Na drie dagen waren een paar van de bamboetakken in de torso gegroeid. De bamboe had de torso echter niet helemaal doorboord en de bamboe was afgestorven. Ook bleek de gel deels te zijn gesmolten. Daarom herhaalden ze het experiment. De tweede keer werd het gewenste effect wel bereikt. |

### Alkali Explosion
| Mythe                                                                                            | Status | Notities |
| ------------------------------------------------------------------------------------------------ | ------ | --- |
| Alkalimetalen veroorzaken een enorme explosie indien ze in een badkuip vol water worden gegooid. | Busted | Tory, Grant en Kari onderzochten deze mythe naar aanleiding van een experiment uit de serie Brainiac: Science Abuse, waarin een paar krachtige explosies te zien waren nadat alkalimetalen in water werden gegooid. Het team kon deze resultaten echter niet herhalen, zelfs niet nadat ze veel meer metaal gebruikten dan in het Brainiac-experiment. Uiteindelijk kwam aan het licht dat in de Brainiac-aflevering explosieven werden gebruikt om dit effect te krijgen. |

### St. Bernard Rescue
| Mythe | Status | Notities |
| --- | ------ | --- |
| Sint-bernardshonden dragen vaten met brandewijn omdat dit een onderkoeld iemand helpt langer warm te blijven. | Busted | Voor deze test gingen Adam en Jamie naar een grote vriezer. Ze bleven hier een tijdje zitten en maten regelmatig hun lichaamstemperatuur. Na de brandewijn te hebben gedronken werden hun handen en gezicht warmer, maar hun algemene lichaamstemperatuur juist kouder. Om deze reden werd de mythe als “busted” beoordeeld. Wel kwamen ze met de conclusie dat de alcohol hun bloedvaten verwijdde, zodat er meer bloed naar hun handen stroomde en zo de kans op bevriezing afnam. Ook voelden ze zich beter na het drinken. De eindconclusie was dat het drinken van de alcohol een goed idee is als redding nabij is, maar geen goed idee als redding nog even op zich zou laten wachten. |

### Piano Explosion
| Mythe | Status | Notities |
| --- | ------ | --- |
| Piano’s ontploffen als ze in brand worden gestoken, omdat de draden in de piano allemaal tegelijk knappen door de hitte. | Busted | Tory, Grant en Kari staken een piano in brand, maar er volgde geen explosie. Door het vuur rekten de snaren juist langzaam uit, waardoor de energie verloren ging. |